# Aura an der Saale
Pour les articles homonymes, voir Aura et Saale.
Aura an der Saale est une commune de Bavière (Allemagne), située dans l'arrondissement de Bad Kissingen, dans le district de Basse-Franconie.